# Tinja Gornja
Tinja Gornja es un pueblo en el municipio de Srebrenik, Bosnia y Herzegovina. La ciudad más grande más cercana es Tuzla, a 12,2 km al sureste de Tinja Gornja. En la región alrededor de Tinja Gornja, las formaciones rocosas son extremadamente comunes.

## Geografía
El área alrededor de Tinja Gornja está casi cubierta de campos. El clima es hemiboreal. La temperatura promedio es de 11 °C. El mes más cálido es julio, con 22 °C, y el más frío es enero, con -2 °C. La precipitación media es de 1.205 milímetros al año. El mes más lluvioso es mayo, con 240 milímetros de lluvia, y el más seco es noviembre, con 64 milímetros.

## Demografía
Según el censo de 2013, su población era de 2.159.